# Blok válců

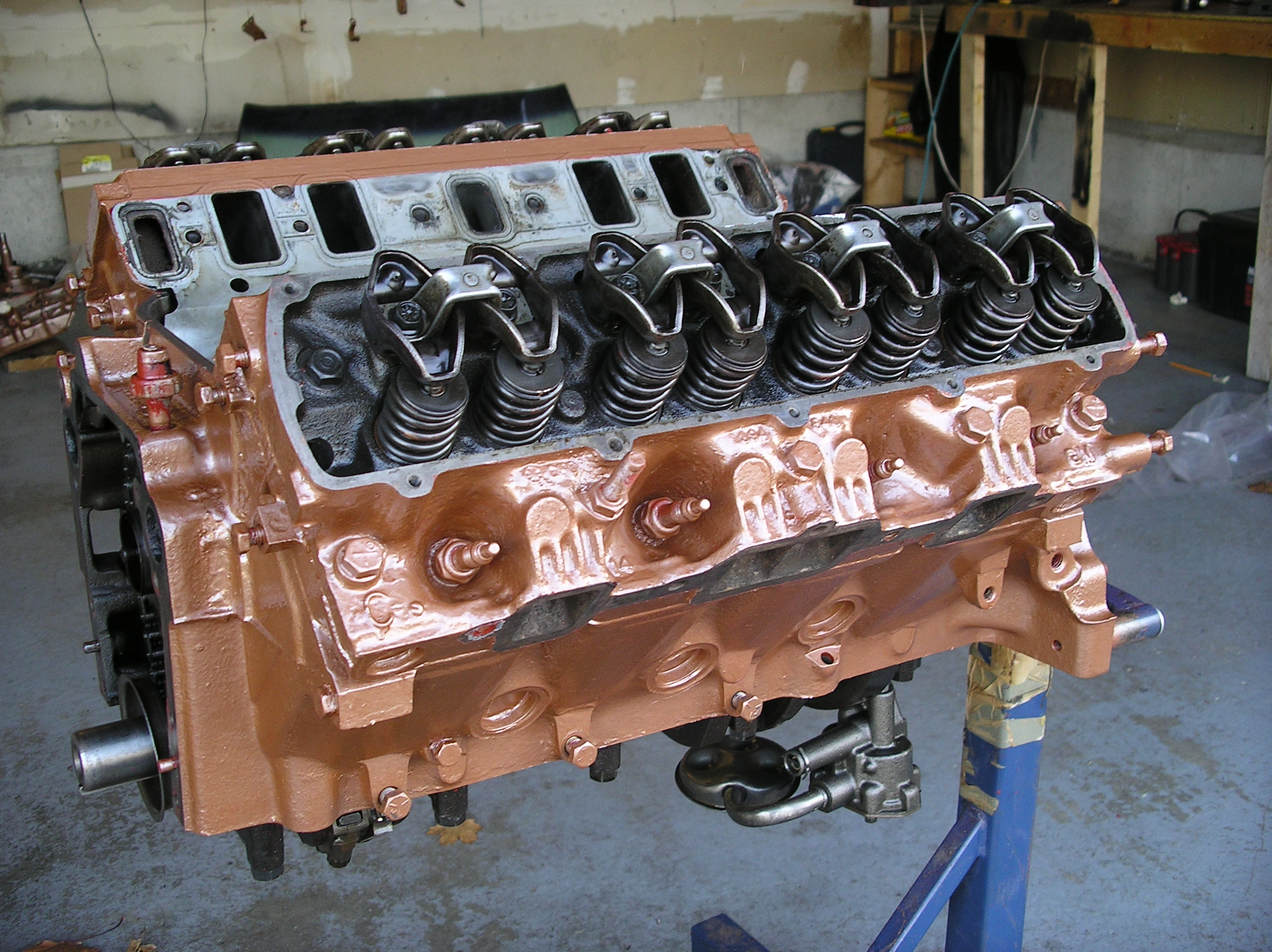
Oldsmobile

Blok válců je konstrukční část víceválcového spalovacího motoru nebo jiného pístového stroje, která v sobě obsahuje několik válců - pracovních prostorů. Z jedné strany je blok uzavřen hlavou válců z druhé klikovou skříní. Blok je u menších motorů vytvořen jako jeden celek. Větší motory mohou mít každý válec vyhotovený zvlášť a vložený do klikové skříně.

## Konstrukce bloku
Blok válců může být konstruován jako oddělený nebo spojený s nosnou (klikovou) skříní. Oddělený blok se s klikovou skříní spojuje šrouby a tvoří zpravidla následující části:
- plášť - vnější povrch motoru
  - plášť s chladicím žebrováním - pro vzduchem chlazené motory. Žebrování zvětšuje povrch bloku a zvyšuje tak odvod tepla.
- vložený válec - vymezuje pracovní prostor pístu
- vložka válce - vnitřní stěna válce ve které se pohybuje píst
  - mokrá - u vodou chlazených motorů, jak je její vnější povrch v přímém styku s chladicí kapalinou
  - suchá - u ostatních motorů

Samostatný blok válců (plášť) se vyrábí odléváním a následným třískovým obráběním. Někdy je plášť a válec tvořen jedním odlitkem.